# Centro histórico de Guimarães
El centro histórico de Guimarães se encuentra asociado al nacimiento de la identidad nacional portuguesa en el siglo XII. Constituye un ejemplo excepcionalmente bien conservado de la evolución de una localidad medieval hacia una ciudad moderna. La rica tipología edificada muestra el desarrollo de la arquitectura portuguesa entre los siglos XV y XIX, con el uso continuo de técnicas y materiales de construcción tradicionales. Fue declarado Patrimonio de la Humanidad por la Unesco en 2001

## Enlaces externos

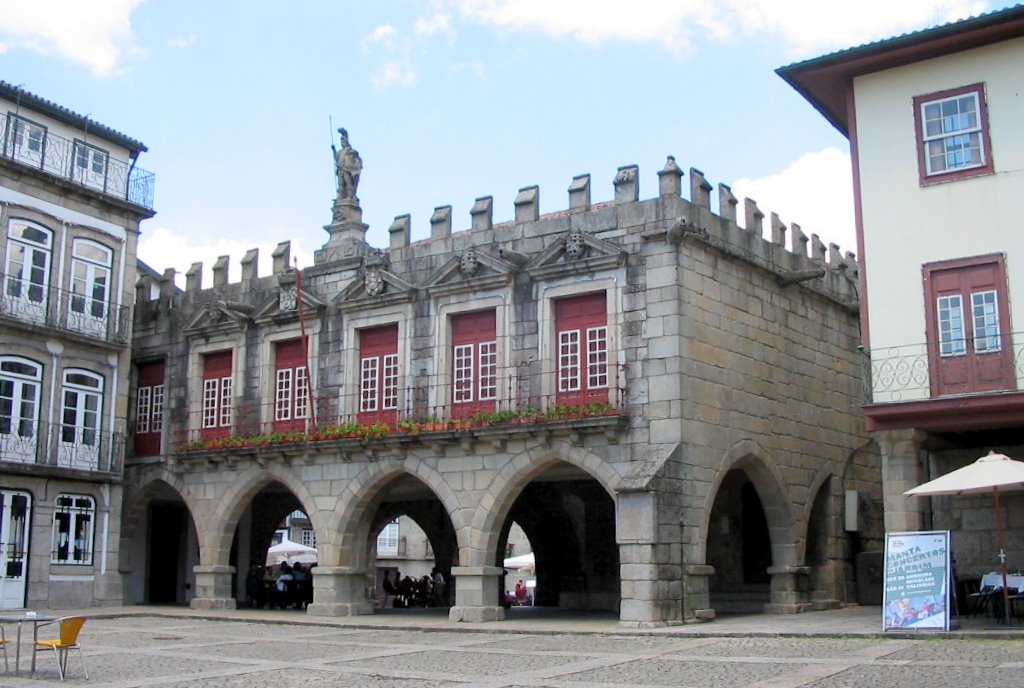
Antiguo Palacio del Consejo (ss. XIV-XVII). Plaza de Oliveira (Largo da Oliveira).